# Dones Juristes
Dones Juristes és una associació jurídica constituïda a Barcelona el 1989. Els seus objectius són: seguir la legislació i jurisprudència que afecti les dones; lluitar contra la violència de gènere; treballar per aconseguir la igualtat de drets i obligacions entre les dones i els homes en tots els camps de la societat; ; promoure la col·laboració entre totes les dones juristes per tal d'aconseguir una societat més fraternal i solidària i prestar assistència i serveis jurídics a les dones. La seva presidenta és des de 2019 Núria Milà Gonzalo 
La Junta Directiva actual està formada per: Presidenta: Núria Milà Gonzalo (Advocada); Vicepresidenta, Natàlia Santandreu i Gràcia (Advocada); Secretària, Carme Cuartero Torrentó i Tresorera, Assumpció Carbonell i Coca.
L'entitat està organitzada en diferents comissions de treball que es reuneixen mensualment per abordar temes que afecten els drets de les dones. Actualment, les responsables de les comissions són: Laia Serra Perelló i Eva Lucena, per la Comissió de Violència-Igualtat Arxivat 2018-06-27 a Wayback Machine.,, Lourdes Argudo de la Comissió de Família Arxivat 2018-06-27 a Wayback Machine., Aïda S. Ogazón de la Comissió d'Estrangeria i Laboral Arxivat 2018-06-27 a Wayback Machine., i Angelina Hurrios de la Comissió d'Internacional Arxivat 2018-06-27 a Wayback Machine..
L'Associació forma part de la Fédération Internationale des Femmes des Carrières Juridiques (FIFCJ), que compta amb associades a 79 països del món. També forma part de la Federació Catalana d'Organitzacions no Governamentals pels Drets Humans; de l'Observatori sobre l'acompliment de la Declaració Universal dels Drets Humans en els Drets Econòmics, Socials i Culturals; i de la Federació d'Organitzacions Catalanes Internacionalment Reconegudes (FOCIR). També és membre del Consell Assessor de Barcelona per a la Carta Europea de Drets Humans a les Ciutats, de la Comissió Permanent del Consell de la Dona de l'Ajuntament de Barcelona i del Consell Nacional de Dones de Catalunya.
D'altra banda, conjuntament amb Tamaia Associació de dones contra la violència familiar (Creu de Sant Jordi 2004), va constituir Un Espai pels Drets de les Dones, en el qual membres de Dones Juristes presten assistència jurídica gratuïta. El 2005 va rebre la Creu de Sant Jordi.
El 21/12/2015 ha rebut de la Generalitat de Catalunya, el guardó pels "Serveis excepcionals a la Justícia".